# Stan Dragoti
Stanley John Dragoti, dit Stan Dragoti, est un réalisateur et scénariste américain né le 4 octobre 1932 à New York et mort le 13 juillet 2018 à Los Angeles.

## Biographie
Dragoti est né dans la ville de New York de parents albanais, tous deux émigrés dans les années 1920 depuis le district de Tepelen, au sud de l'Albanie. Intéressé par le cinéma, il s'inscrivit au Cooper Union College à New York, puis poursuivit sa formation au Visual Arts College.  Il a commencé sa carrière comme publicitaire pour le transport aérien et l'industrie automobile. Associé à Charlie Moss, ils furent notamment les créateurs de la célèbre campagne « I ♥ NY (I love New York) ». 
En 2014, il avait subi une opération à cœur ouvert. 

## Filmographie
- 1972 : Billy le cave (Dirty Little Billy)
- 1976 : McCoy (série télévisée)
- 1979 : Le Vampire de ces dames (Love at First Bite)
- 1983 : Mister Mom (Mr. Mom)
- 1985 : L'Homme à la chaussure rouge (The Man with One Red Shoe)
- 1989 : Touche pas à ma fille (She's Out of Control)
- 1991 : L'Équipe des casse-gueule (en) (Necessary Roughness)